# Narita International Airport Corporation

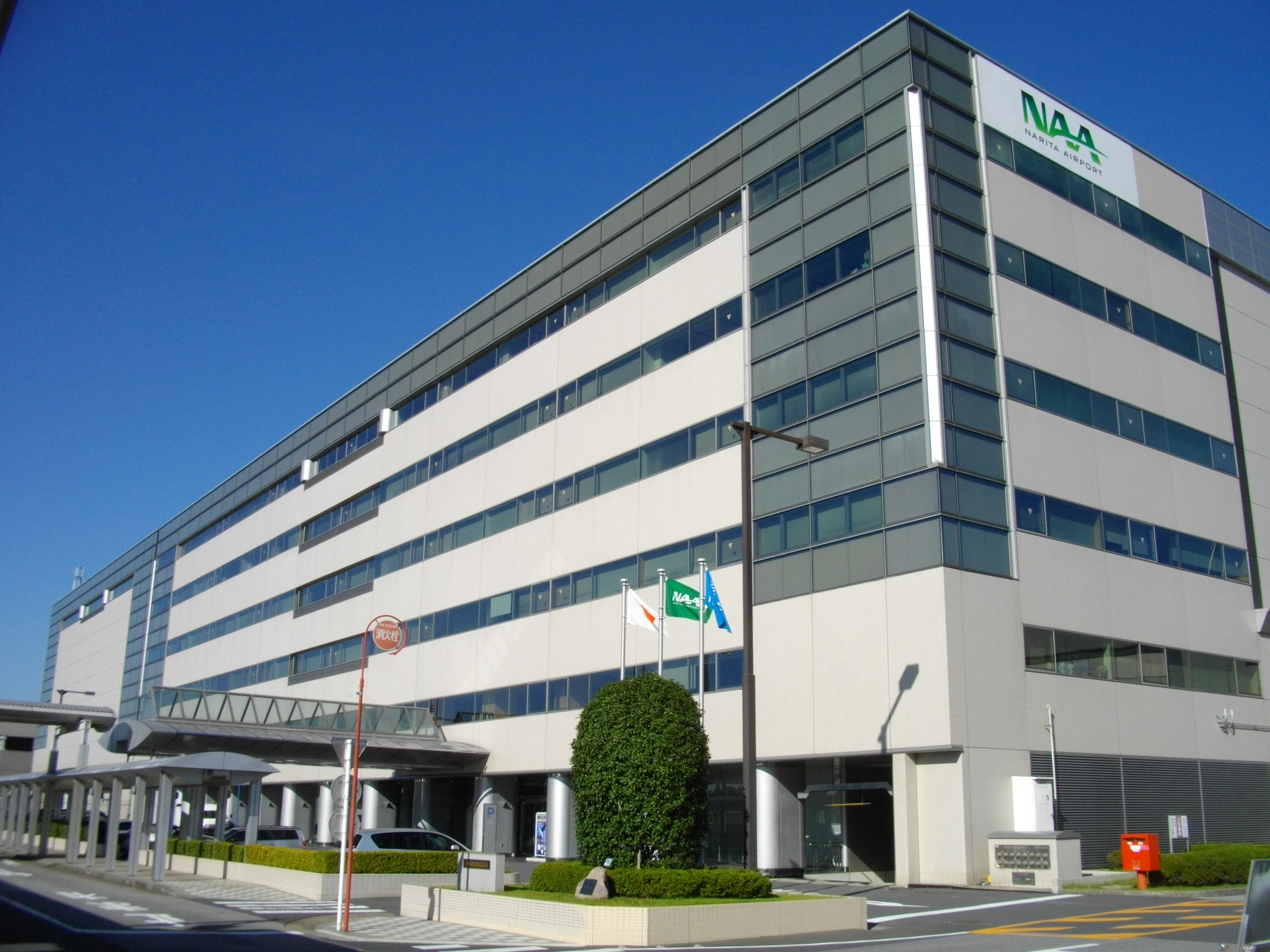
Cuartel de NAA.

Organización de aeropuerto NAA, cuyas siglas en inglés que significan Narita International Airport Corporation (成田国際空港株式会社 Narita Kokusai Kūkō Kabushiki Gaisha?) es una compañía responsable de la gestión de Aeropuerto Internacional de Narita. NAA es el sucesor de New Tokyo International Airport Authority (新東京国際空港公団 Shin Tōkyō Kokusai Kūkō Kōdan?) que se estableció el 30 de julio de 1966. NAA fue privatizada en 1 de abril de 2004.